# 1878 en philosophie
Chronologie de la philosophie
- 1874
- 1875
- 1876
- 1877
- 1878
- 1879
- 1880
- 1881
- 1882

L’année 1878 a été marquée, en philosophie, par les événements suivants :

## Événements
- Naissance théorique du Pragmatisme, courant de pensée américain illustré par les philosophes Charles Sanders Peirce, William James et John Dewey, par la publication de l'opuscule How to Make Our Ideas Clear.

## Publications
- Anti-Dühring, de Friedrich Engels.
- Première édition de Humain, trop humain (Menschliches, Allzumenschliches), de Friedrich Nietzsche.

## Naissances
- 8 février : Martin Buber, philosophe et théologien autrichien, mort en 1965 à l'âge de 87 ans.

## Décès
- 28 novembre : George Henry Lewes, philosophe britannique, né en 1817, mort à 61 ans.